# Horezu
Horezu és una ciutat situada al comtat de Vâlcea, Oltènia (Romania). Es troba a 43 km de Râmnicu Vâlcea, la capítal del comtat. La ciutat conté sis poblets: Ifrimești, Râmești, Romanii de Jos, Romanii de Sus, Tănăsești i Urșani.
La ciutat té una mica més de 6.000 habitants, la majoria treballen en agricultura i serveis. És molt coneguda per la seva gent que fabrica ceràmica i la presenta en una fira anual. La ceràmica d'Horezu és molt popular des de fa moltes generacions i és reconeguda per la UNESCO.
Horezu és el lloc del monestir de Horezu, també declarat Patrimoni de la Humanitat per la UNESCO.